# Waldere
Waldere est un poème épique en vieil anglais. Il n'est connu que grâce à deux fragments d'un manuscrit du Xe siècle découverts en 1860 à la Bibliothèque royale de Copenhague par Erich Christian Werlauff (en).
Il s'agit d'une version de l'histoire de Gautier d'Aquitaine (en), dont la recension la plus connue et la plus célèbre est Waltharius, une chanson de geste en latin composée en Allemagne au début du Xe siècle. Les fragments vieil-anglais se concentrent sur le combat entre Gauthier (Waldere) et les Burgondes Guthhere et Hagena. Dans le premier fragment, Hildegyth, la fiancée de Waldere, l'encourage à affronter Guthhere et Hagena. Le second prend place un peu plus loin dans le récit et voit Waldere narguer Guthhere.